# 赵一德 (元朝)
赵一德，元朝龙兴新建（今江西省南昌市新建区）人。
至元十二年（1275年）元军灭亡南宋时，赵一德被俘至燕京，作为郑留守家奴，过了三十余年。至大元年（1308年）的一天，拜请其主，想要归视父母，主人郑阿思兰与太夫人同意了，回家一年。至家中，知父兄已死，老母还在，年八十余岁。安葬父兄后，如期返归，获释为良民。当时郑阿思兰以冤被杀，群奴各逃走，只有他留下。为郑家向中书省诉枉状，郑家得以昭雪。后不受太夫人送田给房屋的报酬，归家侍奉老母。皇庆元年（1312年），朝廷旌表其门。